# Ernest Merritt
Ernest George Merritt (Indianápolis, 28 de abril de 1865 – Ithaca, Nova Iorque, 5 de junho de 1948) foi um físico estadunidense.

## Vida e carreira
Após estudar um ano na Universidade de Purdue transferiu-se para a Universidade Cornell, onde graduou-se em engenharia mecânica e obteve um mestrado em física. Em 1889 foi instrutor na Universidade Cornell, promovido a professor assistente em 1892. Em 1893, estudou com Max Planck na Universidade de Berlim. Em 1903 tornou-se full professor e chefe do Departamento de Física em 1919, sucedendo seu mentor Edward Leamington Nichols. Merritt permaneceu como chefe do Departamento de Física de Cornell até aposentar-se em 1935. Merritt e Nichols foram co-fundadores do periódico Physical Review em 1893. Em 1898, juntamente com Arthur Gordon Webster e outros, fundou a American Physical Society, da qual foi seu primeiro secretário, presidindo a sociedade em 1914-1916. 